# Théâtre de la Madeleine
Théâtre de la Madeleine je soukromé divadlo v Paříži. Nachází se na Rue de Surène ve čtvrti Madeleine. Jeho budova je chráněná jako historická památka.

## Architektura
Divadlo bylo postaveno v letech 1922-1924 na místě bývalé jízdárny podle návrhu francouzského architekta Charlese Imandta. I když dům pochází z 20. století, jeho fasáda a hlediště s lóžemi a patry vycházejí z historické divadelní architektury konce 18. století. Samotná budova je železobetonová, scéna má vlastní ocelovou konstrukci. Divadlo má 732 míst pro diváky.

## Historie
Dům byl otevřen 15. dubna 1925 premiérou Les Marchands de Gloire Marcela Pagnola. Na programu byly od počátku inscenace současných autorů a avantgardní díla spolu s klasiky evropské divadelní literatury. Éra Sachy Guitryho začala v roce 1930 a jen v letech 1932-1940 zde mělo premiéru 24 jeho her. V 50. a 60. letech zde měly premiéru hry francouzských dramatiků jako François Mauriac, Henri de Montherlant, André Roussin, Marcel Aimé a Colette.
Od roku 1980 do roku 2002 divadlo vedli Simone Valere (1921-2010) a Jean Desailly. Jejich nástupci od roku 2003 byli Frederick Franck (do roku 2012) a Stéphane Lissner (do roku 2005). Během této doby zde byly mj. uvedeny hry jako Kvartet Heinera Müllera s Jeanne Moreau, Koza aneb Kdo je Sylvie? Edwarda Albeeho, Milostné dopisy Alberta Ramsdella Gurneyho s Anouk Aimée a Alainem Delonem nebo Diplomacie Cyrila Gélyho s André Dussollierem a Nielsem Arestrupem.
V roce 2011 získali divadlo Jean-Claude Camus a Jean Robert-Charrie, tehdejší ředitel Théâtre de la Porte Saint-Martin. Do roku 2012 byl jako uměleckým ředitelem herec a režisér Nicolas Briançon. Sezónu zahájil inscenací Bena Jonsona Volpone s Rolandem Bertinem v titulní roli. V roce 2012 se stal ředitelem divadla Jean-Claude Camus. Od konce roku 2015 převzali vedení Dominique Bergin a Michel Lumbroso, uměleckým ředitelem se stal Philippe Lellouche.